# امبودیماتسو-اتسیمو
امبودیماتسو-اتسیمو (به لاتین: Ambodimotso-Atsimo) یک سکونتگاه مسکونی در ماداگاسکار است که در سوفیا (ماداگاسکار) واقع شده‌است.

## خصوصیات
امبودیماتسو-اتسیمو ۲۲٬۰۰۰ نفر جمعیت دارد و ۴۴۳ متر بالاتر از سطح دریا واقع شده‌است.